# Isabella Lundgren
Isabella Gunhild Helén Lundgren, född 21 december 1987 i Karlstad, är en svensk jazzsångare. Hon växte upp i Karlstad, studerade och framträdde åren 2006–2010 i New York och började 2010 studera till präst i Stockholm. Lundgren skivdebuterade 2012 och har sedan dess utkommit med flera skivor.

## Biografi
Lundgren växte upp i Karlstad, där hon gick på musiklinje på gymnasiet. Hon flyttade som artonåring till New York, där hon åren 2006–2010 studerade vid New School of Jazz and Contemporary Music och uppträdde med bland andra Gavin DeGraw, Moby och Woody Allens bandledare Eddy Davis.
Hon återvände till Sverige 2010 och påbörjade studier till präst Teologiska Högskolan i Stockholm. Lundgrens intresse för filosofi och existentiella frågor har också präglat hennes musikskapande. 
Isabella Lundgren skivdebuterade 2012 med albumet It Had to Be You med musik ur Great American Songbook. Ett andra album, Somehow Life Got in the Way, utkom 2014. Hon sjunger i bandet Isabella Lundgren & Carl Bagge Triooch har flera gånger nämnts som en av Sveriges starkaste jazzvokalister.
Hennes skivor Where is Home och Out of the Bell Jar nominerades båda för grammis 2016 och 2020.

## Diskografi
- 2012 – It Had to Be You
- 2014 – Somehow Life Got in the Way
- 2015 – Isabella Sings the Treasures of Harold Arlen
- 2016 – Where Is Home
- 2017 – Songs to Watch the Moon
- 2018 – Hit the Road to Dreamland
- 2019 – Out of the Bell Jar
- 2021 – Look for the Silver Lining
- 2024 – The Way Yoy Look Tonight

## Priser och utmärkelser
- 2013 – Anita O'Day-priset[4]
- 2013 – Louis Armstrong Stipendiet
- 2014 – Gyllene skivan för Somehow Life Got in the Way
- 2015 – Jazzkatten[2]
- 2015 – Bert Levins stiftelse för jazzmusik
- 2015 – Stockholms stads kulturstipendium
- 2016 – Stim-stipendiet
- 2017 – Monica Zetterlund-stipendiet
- 2019 – Region Värmlands Frödingstipendium[5]